# 414
| [ Edytuj tabelę ] |                                                |
| Cesarz Bizancjum  | - 408 Teodozjusz II 450                        |
| Władca Guptów     | - 375 Ćandragupta II 414 - 414 Kumaragupta 455 |
| Władca Korei      | - 413 Changsu 491                              |
| Papież            | - 401 Innocenty I 417                          |
| Król Persji       | - 399 Jezdegerd I 420                          |
| Cesarz Rzymu      | - 395 Flawiusz Honoriusz 423                   |
| Król Wandalów     | - 406 Gunderyk 428                             |
| Król Wizygotów    | - 410 Ataulf 415                               |

Rok 414 / CDXIV
stulecia: IV wiek ~
V wiek ~
VI wiek

lata: 404 «
409 «
410 «
411 «
412 «
413 «
414
» 415
» 416
» 417
» 418
» 419
» 424

## Wydarzenia
Azja
- Faxian, chiński mnich buddyjski i podróżnik, dotarł na Cejlon.
- Upadło Południowe Liang, jedno z Szesnastu Królestw w Chinach.
- Wystawiona została Stela Gwanggaeto, sławiąca zwycięstwa koreańskiego królestwa Goguryeo.
- Kumaragupta czwartym władcą indyjskiej dynastii Guptów.

Europa
- 1 stycznia – Elia Galla Placydia i Ataulf zostali małżeństwem.
- Pryskus Attalus został ogłoszony przez Wizygotów cesarzem rzymskim w opozycji do panującego Honoriusza, lecz nie uzyskał szerszej akceptacji.

## Zmarli
- Ćandragupta II, władca Indii.
- Nicetas z Remezjany, biskup.
- Sengzhao, chiński buddysta.
- Synezjusz, biskup (ur. 373).